# Luciano Boggio
Pour les articles homonymes, voir Boggio.
Luciano Boggio, né le 10 mars 1999 à Montevideo en Uruguay, est un footballeur uruguayen qui joue au poste de milieu offensif au CA Lanús.

## Biographie

### En club
Né à Montevideo en Uruguay, Luciano Boggio grandit dans le quartier de Parque Rodó (en) et commence à jouer au football à l'âge de quatre ans, son premier club étant le Maeso FC. Il démontre très jeune une certaine habileté balle au pied et marque beaucoup de buts pour son club. Il rejoint ensuite le Defensor SC où il est formé et fait toutes ses classes jusqu'au groupe professionnel. Il joue son premier match en professionnel le 7 avril 2019, lors d'un match de championnat contre le Boston River. Ce jour-là il est titularisé et les deux équipes font match nul (0-0). Il inscrit son premier but en professionnel le 21 avril 2019, face au Plaza Colonia, en championnat. Il entre en jeu et marque quelques minutes plus tard dans le temps additionnel participant ainsi à la victoire de son équipe (4-1 score final).
Le 7 juillet 2022, Luciano Boggio rejoint l'Argentine afin de s'engager en faveur du CA Lanús. Il signe un contrat courant jusqu'en décembre 2026. Il est très vite adopté par les supporters après plusieurs prestations où il se distingue en distribuant plusieurs passes décisives.
Boggio marque son premier but pour le CA Lanús, lors d'une rencontre de coupe de la Ligue face au CA Belgrano. Titulaire, il participe à la victoire des siens par deux buts à zéro.

### En sélection
Luciano Boggio représente l'équipe d'Uruguay des moins de 20 ans, participant notamment aux Jeux sud-américains en 2018. Lors de cette compétition l'Uruguay se hisse jusqu'en finale, où l'équipe s'incline contre le Chili (1-0 score final).